# Święty Franciszek z zakonnikiem
Święty Franciszek z zakonnikiem – obraz autorstwa hiszpańskiego malarza pochodzenia greckiego Dominikosa Theotokopulosa, znanego jako El Greco.
El Greco wielokrotnie malował św. Franciszka. Przedstawiał go w różnych pozach ekstazy, niemal zawsze z nieodłącznym artefaktem: trupią czaszką lub krucyfiksem. Według Harolda Wetheya wersji Święty Franciszek pogrążony w modlitwie z Bilbao jest siedemnaście. Ze wszystkich wizerunków Franciszka emanuje duchowość i ascetyzm świętego. Wizerunek świętego Franciszka ujętego z profilu na ciemnym tle i z martwą naturą, na którą składa się brewiarz, krucyfiks i czaszka, jest nową propozycją El Greca w ukazaniu franciszkańskiego mistycyzmu. Kilka lat później El Greco namalował, być może z pomocą innego malarza, eksperymentalną i tym samym nietypową wersję Świętego Franciszka. W rysunku i kompozycji, typologii i zakresu chromatycznej nie różni się ona od wersji poprzednich; dodatkiem jest klęcząca postać mnicha za plecami Franciszka, zwrócona w jego stronę. Obraz jest na tyle nietypowy, że nieznane są żadne kopie ani jego reprodukcje.

## Opis obrazu
Wersja Franciszka z Zurychu została odkryta w latach 70 XX wieku. Obraz jest wysokiej jakości i dość dużych rozmiarach. Pierwotnie datowano obraz na pierwsze lata twórczości El Greca w Hiszpanii. Jego odmienna stylistyka miała być próbą zbliżenia się stylowo do malarzy tworzących dla Escorialu. Po analizie techniki wykonania obrazu, José Gudiol proponuje lata po roku 1605. Jego wykonanie, gładka i regularna tekstura, zamknięta forma bardziej przybliża go technicznie do obrazu z muzeum Prado Święty Franciszek z bratem Leonem. Na uwagę zasługuje radykalna zmiana w przedstawieniu odzieży, jej teksturze i sposobie nakładania farby. Habity zakonników wydają się być bardziej wygładzone i dopasowane.